# Augusto Itúrburu Carabajo
 (janvier 2022).
Augusto Itúrburu Carabajo, né à Guayaquil, Équateur en 1979 ou 1980 et mort le 15 avril 2020, est un professeur et journaliste sportif équatorien. Connu sous le nom de Tururú par ses collègues, il a travaillé pour le journal El Telégrafo.

## Ses jeunes années
Augusto Itúrburu Carabajo est né à Guayaquil, dans la province de Guayas en Équateur,.
Une fois le lycée terminé, en 1998, il passe un an dans la communauté Bahá’í alors que le pays est au bord de la crise économique. Augusto Itúrburu vit alors dans des communautés défavorisées, dans des endroits comme Tosagua dans la province de Manabi ou dans la partie nord d’Esmeraldas à Selva Alegre et Timbiré, avec le strict minimum et enseigne à des enfants ou des adolescent.e.s, les accompagnant aussi au quotidien en ces temps difficiles. 
Il étudie ensuite le journalisme à l'Université Laïque Vincente Rocafuerte à Guayaquil où il enseignera plus tard et y créera la station radio de l'université en 2011, Radio Laica,.

## Carrière
Depuis 2013, Augusto Itúrburu Carabajo travaillait pour le journal El Télégrafo pour lequel il écrivait des articles sportifs. Pendant la Coupe du monde de football 2014, la rédaction demande la rédaction d’un supplément quotidien de 16 pages, appelé Fanático, qui traite uniquement de l’évènement et dans lequel Itúrburu analyse en détails et en profondeur les statistiques des matchs afin d'en discuter et d'en débattre par la suite.
Avec ses collègues, ils firent des épuisantes journées de 12 heures pendant les 32 jours de l’évènement, mangeant sur place et passant plus de temps ensemble qu’avec leur propre famille. Sous l'initiative d'Augusto, Fanático continue à être publié, même après la Coupe du monde et, dans le même temps, il prend en charge le comité d’affaire du journal uruguayen.
En 2016, il réalise une série d’interviews de sportifs aujourd'hui retirés comme Segundo Mercado, Cristian Mora, Bertoni Zambrano, Alfonso Obregón, Marcelo Morales et Erwin Ramirez ce qui fit augmenter le nombre de lecteurs du quotidien sud-américain.

## Décès
Le 12 mars 2020, Augusto Itúrburu Carabajo commença à montrer des symptômes du COVID-19. Il est alors pris en charge et se voit prescrire des antibiotiques mais son état ne s'améliore pas pour autant.
Le 16 mars 2020, il est envoyé à l’hôpital de Los Ceibos pour des problèmes respiratoires mais, bien que le journaliste équatorien se sentait très malade, aucun test Covid ne fut réalisé, .
Le 19 mars 2020, il est de nouveau admis à l’hôpital de Los Ceibos où on lui administra de la pénicilline avant de le renvoyer chez lui, où il attendit encore plusieurs jours avant de pouvoir réaliser un test,.
Le 23 mars, il retourne à l'institut équatorien de sécurité sociale à Los Ceibos pour des complications respiratoires et reçoit le résultat de son test, qui est positif. Augusto Itúrburu Carabajo est déjà sévèrement touché par le virus et il meurt quelques semaines plus tard du Covid-19, le 15 avril 2020 à l’âge de 40 ans,.
Son frère Nelson a expliqué aux médias que Augusto gérait le compte bancaire de leur père et avait pris sa carte de crédit avec lui lors de ses passages à l’hôpital au cas où il aurait des frais supplémentaires. Il ajouta que lors de la première arrivée de son frère à l’hôpital, ses affaires personnelles, une montre, une bague et un portefeuille, lui furent retirées et placées dans une boîte rouge qui serait, par la suite, transmise à ses proches. Le deuxième jour de son hospitalisation, le téléphone d’Augusto lui fut retiré et son frère perdit tout contact avec lui.
Lorsque son frère, Nelson, alla à l’hôpital réclamer les affaires personnelles de son frère, on lui répondit qu’elles avaient été brûlées comme l’indiquaient les mesures Covid-19 afin d’éviter toutes contaminations,.
Le lendemain de la mort d’Augusto, son père découvrit que de l’argent lui avait été volé sur son compte en banque quelques jours plus tôt alors que sa carte aurait dû être brûlée avec les autres affaires de son fils. Il alla donc à la banque avec son autre fils Nelson afin de faire opposition mais ils découvrirent que son compte était toujours actif et que le dernier retrait en date datait du jour même, à 3 heures du matin et s’élevait à 600 dollars, laissant le compte du père complètement vide,,,.
Nelson témoigna devant la presse que, selon lui, c’était loin d’être le seul cas et que la bague, la montre et le portefeuille de son frère n’avaient probablement pas été brûlés.
L’institut équatorien de la sécurité sociale a déclaré que cette affaire serait étudiée et clarifiée et qu’elle collaborerait avec la famille du défunt afin de comprendre ce qu’il s’est passé. Elle a ajouté que pour des raisons de biosécurité, les patients ne sont pas autorisés à entrer dans l’institut avec des effets personnels et que ceux-ci doivent être récupérés avant leur hospitalisation par leurs proches afin d’éviter toutes contaminations.
En écho à la requête de la famille d’Augusto, qui a choqué l’opinion publique, d’autres familles se sont plaintes du même hôpital, les accusant d’avoir volé les affaires personnelles de leurs proches. Une enquête judiciaire a été ouverte par la police afin d’élucider cette affaire,,.